# 합토두스
합토두스(Haptodus)는 작은 단궁류이며 수궁류의 혈통을 포함하고 있다. 길이 1.5m(5ft)의 소형종이며 적도 부근에서 가장 후기의 석탄기에서 페름기까지 살았다.
햅토두스는 중간 크기의 포식동물로 곤충을 주식으로 삼았다. 작은 척추돌기가 있으며 원시적인 스페나코돈과 중의 하나이며 스페나코돈과 서로 관련이 있고, 아마 들의 원형일지도 모른다. 디메트로돈과 같은 반룡에 속하므로. 햅토두스는 두개골과 골격에 많은 특징 구조를 지니며, 스페나코돈, 디메트로돈과 같은 종과 달리 척추가 솟아나서 생긴 "돛"이 없다.

## 사진첩

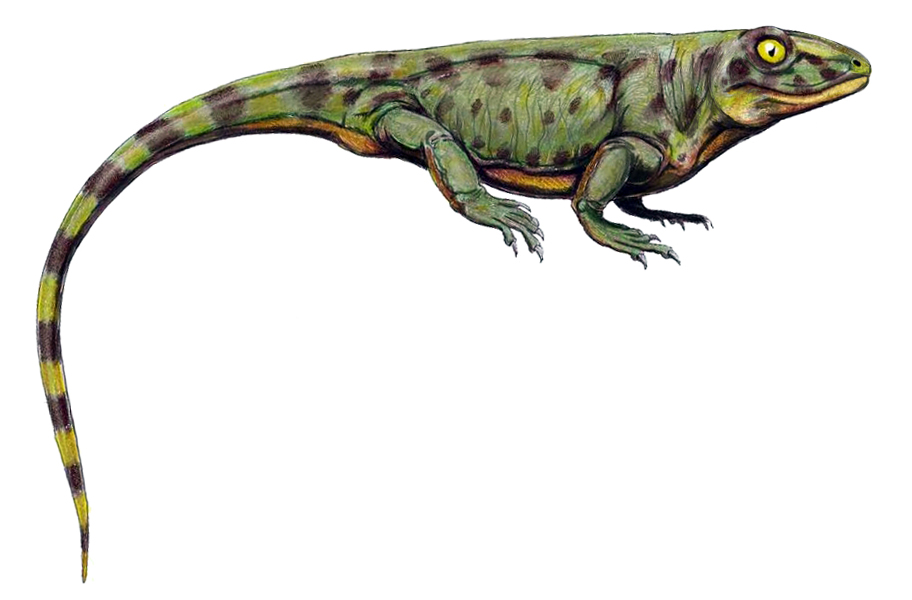
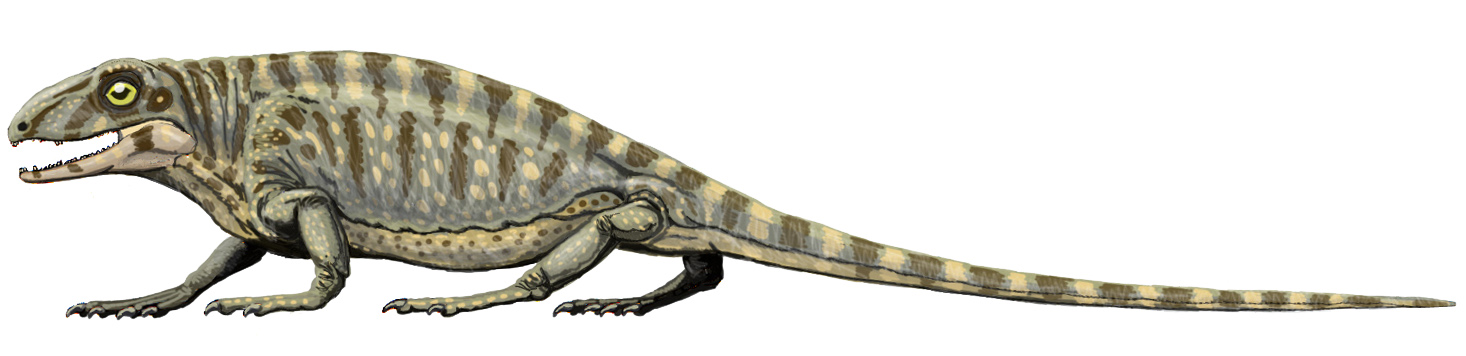
Haptodus garnettensis

## 같이 보기
- 디메트로돈
- 스페나코돈과
- 스페나코돈
- 에다포사우루스